# Jorge Mora Caldas

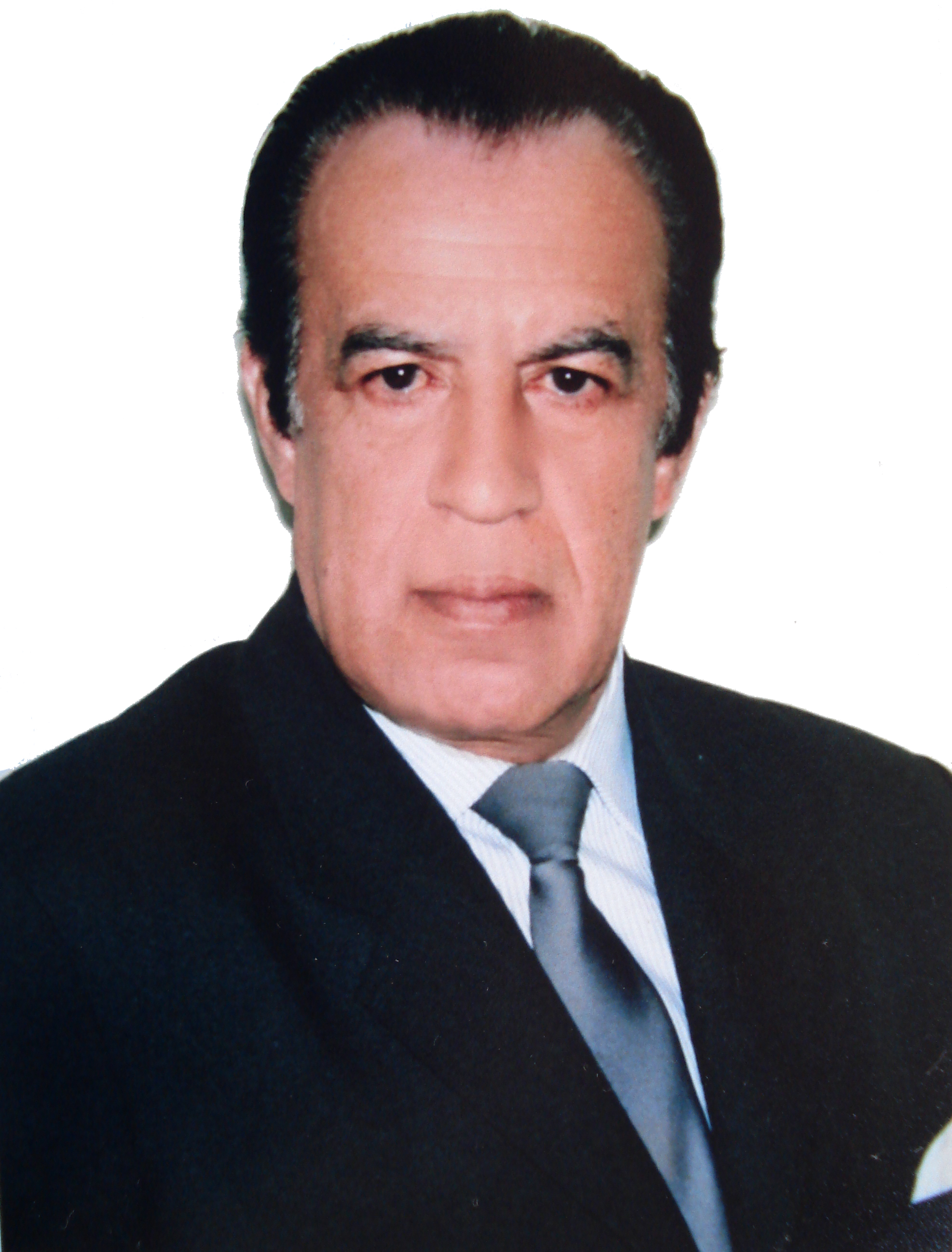
Jorge Mora Caldas

Jorge Mora Caldas (* 13. April 1928 (?) in Ipiales; † September 2021) war ein kolumbianischer Jurist und Historiker.

## Leben
Mora Caldas promovierte 1964 an der Universidad de Nariño in Rechts- und Sozialwissenschaften mit einer Arbeit über das Habeas Corpus (El Habeas Corpus y su régimen jurídico). Danach machte er Karriere als Finanzbeamter und Richter in der Region seiner Heimat und bekleidete politische Ämter als Mitglied des Partido Liberal Colombiano. Von 1972 bis 1979 war er Oberrichter von Pasto (juez superior del distrito judicial de Pasto) und leitete von 1979 bis 1990 das Kriminaldezernat (director seccional de instrucción criminal) des Departements Nariño.
1994 veröffentlichte er seine Memoiren unter dem Titel Reminiscencias (mit einem Vorwort von Vicente Pérez Silva). Zu seinen bekanntesten Schriften zählen zudem die zweibändigen Memorias de Instrucción Criminal (1982 und 1987), Función Fiscalizadora del Estado (2007), De los libros, aporte bibliográfico, las bellas artes e investigaciones históricas (2013) und Memorias y epistolario (2014).